# Segédkönyvek a Magyar Nyelv és Irodalom Tanításához
A Segédkönyvek a magyar nyelv és irodalom tanításához egy 20. század eleji magyar nyelvű irodalomtörténeti könyvsorozat volt. A Stampfel Károly cs. és kir. udvari és kir. akad. könyvkereskedő kiadásban Budapesten 1903 és 1908 között megjelent kötetek (füzetek) a következők voltak:
- 1. füzet. Bán Aladár: A magyarok eredete. Bevezetésül a magyar irodalom történeti oktatásához (64 l.) 1903.
- 2. füzet. Nógrády László: A magyar nyelvű történetírás 1820.-ig. Szemelvényekkel. Összeállította és jegyzetekkel ellátta –. (64 l.) 1903.
- 3. füzet. Zrínyi Miklós gróf prózai munkái. Összeállította és jegyzetekkel ellátta Nógrády László dr. (88 l.) 1903.
- 4. füzet. Bartha József: Magyar egyházi énekek a keresztény középkorból. Szerkesztette és bevezetéssel ellátta –. (55 l.) 1903.
- 5. füzet. Bán Aladár: Balassi Bálint élete és költészete. Szemelvényekkel. (61 l.) 1903.
- 6. füzet. Bán Aladár: Szemelvények Balassi Bálint követőinek verseiből. (Rimai, Beniczki, Koháry) (47 l.) 1903.
- 7. füzet. Pázmány Péter három prédikációja. Bevezetéssel és jegyzetekkel ellátta Madarász Flóris dr. (80 l.) 1903.
- 8. füzet. Gyöngyösi István: Marssal társalkodó Murányi Venus. Regényes históriás ének. Bevezetéssel és jegyzetekkel ellátta Bán Aladár dr. (88 l.) 1903.
- 9. füzet. Magyar egyházi énekek a vallási harcok korából. Szerkesztette és bevezetéssel ellátta Bartha József dr. (56 l.) 1904.
- 10. füzet. Dugonics András: Etelka Karjelben. Szomorkás történet. Négy szakaszokban. Kiadta és bevezetéssel ellátta Prónai Antal dr. (104 l.) 1904.
- 11. füzet. Verseghy nyelvtudományi műveiből. Szemelvények –. Összeállította Császár Elemér dr. (72 l.) 1904.
- 12. füzet. Virág Benedek élete és költészete. Szemelvényekkel. Egybeállította s magyarázatokkal és jegyzetekkel ellátta Bán Aladár (72 l.) 1904.
- 13. füzet. Rubinyi Mózes: Révai Miklós élete és nyelvészeti törekvései. Szemelvényekkel. Írta és jegyzetekkel ellátta –. (71 l.) 1904.
- 14. füzet. Balassa József: Kazinczy és a nyelvújítás. Szemelvények Kazinczy Ferenc prózai műveiből. Összeállította és bevezetéssel ellátta –. (75 l.) 1904.
- 15. füzet. Endrei Ákos: Szemelvények a kuruc költészet epikájából. Bevezetéssel és jegyzetekkel ellátta –. (72 l.) 1904.
- 16. füzet. Tinódi Lantos Sebestyén válogatott krónikás dalai. Szerkesztette Bartha József. (78. 2 l.) 1904.
- 17. füzet. Vörösmarty Mihály: Zalán futása. Tartalmi kivonatokkal kiegészített szemelvényes kiadás. Bevezetéssel és magyarázatokkal ellátta Loósz István. (177 l.) 1906.
- 18. füzet. Zrínyi Miklós gróf: Szigeti veszedelem. (Szemelvények) Bevezetéssel és magyarázatokkal ellátta Toncs Gusztáv. (145 l.) 1906.
- 19. füzet. Katona József: Bánk bán. Magyarázta R. Vozáry Gyula. (163 l.) 1908.